# Nicole Senerman
Nicole Rosa Senerman Finkelstein (Santiago, 19 de septiembre de 1977) es una comunicadora, directora, actriz, docente y videasta chilena. Ha trabajado durante los últimos 17 años en el ámbito teatral y audiovisual.

## Primeros años
Nicole Senerman empezó su carrera a los 22 años de edad participando como asistente de arte en producciones en los cortometrajes “El Reo Jesús” y en la preproducción del largometraje Ángel negro (estrenada en el año 2000) de Jorge Olguín como también participó en la dirección de arte en 31 cortometraje realizado por Marcelo Kiwi mientras aún era estudiante de Comunicación Audiovisual en la Universidad UNIACC, de la cual se tituló en 2001. Es hasta 2004 donde se renueva participando como script en el cortometraje Obreras saliendo de la fábrica de José Luis Torres Leiva, corto el cual fue ganador del premio Fondo Nacional de Desarrollo Cultural y las Artes (más conocido como FONDART) en 2004 y es a partir de este punto el comienzo de su carrera tanto en el ámbito teatral como en el audiovisual.

## Montajes de Teatro
Nicole es Directora Audiovisual y actriz en la Compañía Teatro de Chile, bajo la dirección de Manuela Infante, ha participado en las obras Cristo, Zoo, Multicancha y Ernesto también llegando a pertenecer al elenco estable del Teatro Ictus como parte del área artística y además de ejercer de performer en “Esto (no) es un testamento”, de la misma compañía en conjunto con la Compañía La Laura Palmer. Junto con esto también participó en el área audiovisual  del montaje “Los Arrepentidos” de Víctor Carrasco que se estrenó en el Centro Cultural Gabriela Mistral a principios de 2018. 

### El año en que nací
Nicole participa por primera vez en el ámbito actoral en la obra “El año en que nací” de Lola Arias, en la cual además se preocupó del desarrollo creativo, producción y realización de todo el material audiovisual de la obra, es también esta obra es también la que le permitió hacer su primera gira, la cual se ha mantenido desde 2011, ubicándose la última en “febrero” de “2017” en Australia.
En la misma página de Lola Arias, se puede encontrar la sinopsis de la obra: "En el año en que nací" 11 jóvenes chilenos nacidos durante la dictadura reconstruyen la vida de sus padres a través de fotos, cartas, cintas, ropa usada, historias y recuerdos borrados. ¿Quiénes eran mis padres cuando yo nací? ¿Cómo era Chile en esa época? ¿Cuántas versiones existen sobre lo que pasó cuando yo era tan chico que no tengo recuerdos?
Cada uno de los protagonistas reconstruye escenas del pasado para entender algo del futuro. Como si fueran dobles de riesgo, se ponen la ropa de sus padres para encarnar las escenas más arriesgadas de sus vidas. Alexandra reconstruye las versiones sobre el asesinado de su madre, militante del MIR (Movimiento de Izquierda Revolucionaria). Viviana lee el juicio contra su padre, un policía acusado de asesinar a dos militantes del MAPU. Soledad revive las circunstancias en que sus padres se exiliaron en México.
El año en que nací transita las fronteras de la ficción y lo real, el encuentro entre dos generaciones, el cruce entre la historia del país y la historia privada.
En esta obra también participaron actores como Pablo Díaz, Jorge Rivero, Ana Laura Racz entre otros.

### YO
En “2013” gana FONDART para dirigir y escribir su primera obra de teatro titulada “Yo”, con la actuación de Fernanda Urrejola y Natalia Grez. En “YO”, la ficción y las biografías se mezclan en una dramaturgia colectiva que nos conduce por los distintos lugares del yo- de “sus” yo; el camino hacia una búsqueda inabarcable sobre quién es uno y los procesos de identificación, validación y construcción. Marcando esta obra su debut como directora.
Esta obra logró aparecer en La Segunda, el cual determinó que “En cuanto a la obra, dos actrices trabajan en el montaje de una obra teatral. Una de ellas ha perdido la memoria. Su compañera, empecinada en no abandonar los compromisos adquiridos, empuja a la otra a recordar quién era y en qué consistía la obra que ella misma había estado escribiendo.
"YO" surge en un momento de exitismo imperante que instala a los individuos en una carrera por reconocimiento y validación, en la que es necesario cuestionarse por la capacidad de resistencia a esta carrera o más aún, preguntarse ¿Qué carrera hemos decidido "competir"? ¿Hemos decidido competir? ¿Somos lo que hacemos?
En "YO", la ficción y las biografías se mezclan en una dramaturgia colectiva que conduce al espectador por los distintos lugares del yo- de "sus" yo; el camino hacia una búsqueda inabarcable sobre quién es uno y los procesos de identificación, validación y construcción.”

### Costanera
Tras la elección de Nicole en el elenco de Ictus, se estrena en septiembre de 2018 el montaje  “Costanera” el cual centra su temática en la obra de Gabriela Mistral y su estado en la actualidad.  En esta obra junto con Nicole participaron Paula Sharim y María Elena Duvauchelle contando con la dramaturgia de Juan Pablo Troncoso.
La sinopsis de la Costanera según Ictus, se basan afirma En Costanera” tres actrices se entretejen en la prosa y poesía de Gabriela Mistral para confrontar visiones y perspectivas en torno a una vida y obra que se revela imposible de asir en un solo relato. Para ello generan espacios esporádicos de intimidad, en que cuestionan el ser mujer en el Chile actual a partir de los escritos de la poetisa.
La locura, el amor, la soledad, maternidad, la muerte y la sexualidad son algunas de las temáticas problematizadas en la obra. “Costanera” es una invitación a ser partícipes del encuentro entre tres generaciones de mujeres que buscan insistentemente en la paradigmática figura de Gabriela Mistral, formas de escapar a las sujeciones históricas impuestas a la mujer.

## Audiovisual
Dentro de su gran trayectoria profesional, se encuentra su apoyo en la producción de variados programas, como por ejemplo; en el desarrollo creativo de proyectos y accesoria para Gonzalo Wood (Director de Canal 13); Directora de Actores en la grabación de la película “Finales”; Asistente de la dirección del programa Mekano de Mega; Directora del programa “BIKINI” de Vía X; Dirección videoclip . Budapest de Ulises Conti. Además de ser directora de contenido de complot visual trabajando Motion Grafics y animación 3D. Uno de los trabajos realizados por Nicole fue la ceremonia de clausura de Chile en los juegos panamericanos 2019 Lima.

## Docencias
Desde 2014, Nicole ha impartido 6 Workshops de Teatro Documental Bio-Dramático. Además, desde 2016 es docente de la Universidad UNIACC y el Instituto Profesional Arcos, dictando ramos de Comunicación Audiovisual.

## Programas Radiales

### La vida de los otros
Durante el “2014” Nicole fundó un proyecto de Crowdfunding o Micromecenazgo en la “Fondeadora” con lo que logró financiar, gracias a sus propios oyentes el programa radial “La vida de los otros”, en Súbela Radio donde participó como directora, productora y conductora del programa emitido los martes y los jueves. Durante la duración de este programa se lograron realizar más de 100 entrevistas. Este proyecto se inició en un primer momento, desde Instagram formando así su red de oyentes para luego convertirse en donadores para el proyecto. Desde marzo del 2019, el podcast volvió a la escena emitiendo otra vez en Súbela Radio de martes a jueves a las 15:00.

### Rucia Sucia
Rucia Sucia, fue el primer podcast que Nicole mantuvo en 2004, el cual tuvo un gran éxito debido a la temática del mismo.El podcast Nicole hablaba sobre de su lesbianismo con bastante humor y en gran parte mantuvo su fama por ser uno de los primeros que hablaba abiertamente sobre la homosexualidad en Chile.

## Campañas
Nicole a su vez ha participado en múltiples campañas como Directora Audiovisual y asesoría comunicacional de la franja política de Marco Enríquez-Ominami, además de pertenecer a campañas de redes sociales como la realizada por Héctor Morales para Santiago a Mil con el fin de crear cultura cívica respecto al teatro, como también su participación en la campaña publicitaria de la película “Sexo y amor” para la revista Paula y el Diario La Nación.

## Traducciones
Junto con todo lo anterior, Nicole se ha dedicado al ámbito de la traducción, haciendo el trabajo de traducir del español a inglés los guiones de las películas El rey de los huevones y ChilePuede, ambos escritos por el actor y director Boris Quercia. Además de la Traducción del libro “Mutaciones Escénicas” de Raúl Miranda al Inglés. Ganador FONDART 2008.

### Giras
| Fecha | País           | Ciudades                               |
| ----- | -------------- | -------------------------------------- |
| 2012  | Portugal       | Lisboa                                 |
| 2012  | Chile          | Valdivia                               |
| 2012  | Chile          | Valparaíso                             |
| 2012  | Argentina      | Buenos Aires                           |
| 2013  | Estados Unidos | Seattle, Portland, Los Angeles         |
| 2014  | Estados Unidos | NY, Philadelphia, Chicago, Minneapolis |
| 2017  | Australia      | Perth                                  |